# Coggiola
För andra betydelser, se Coggiola (olika betydelser).
Coggiola är en liten stad och en kommun i provinsen Biella i regionen Piemonte i norra Italien. Kommunen hade 1 801 invånare (2018). och gränsar till kommunerna Ailoche, Caprile, Portula och Pray.